# Jutta Kleinschmidt
 (avril 2016).
Pour les articles homonymes, voir Kleinschmidt.

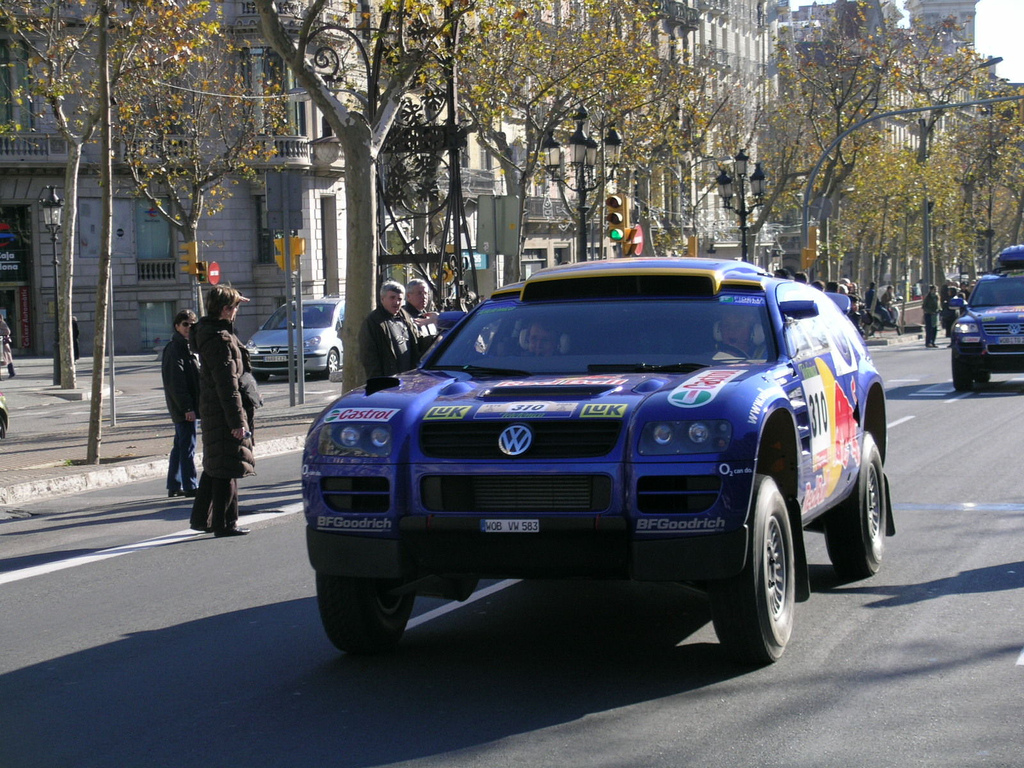
Jutta Kleinschmidt, VW Touareg, Rallye Dakar 2005

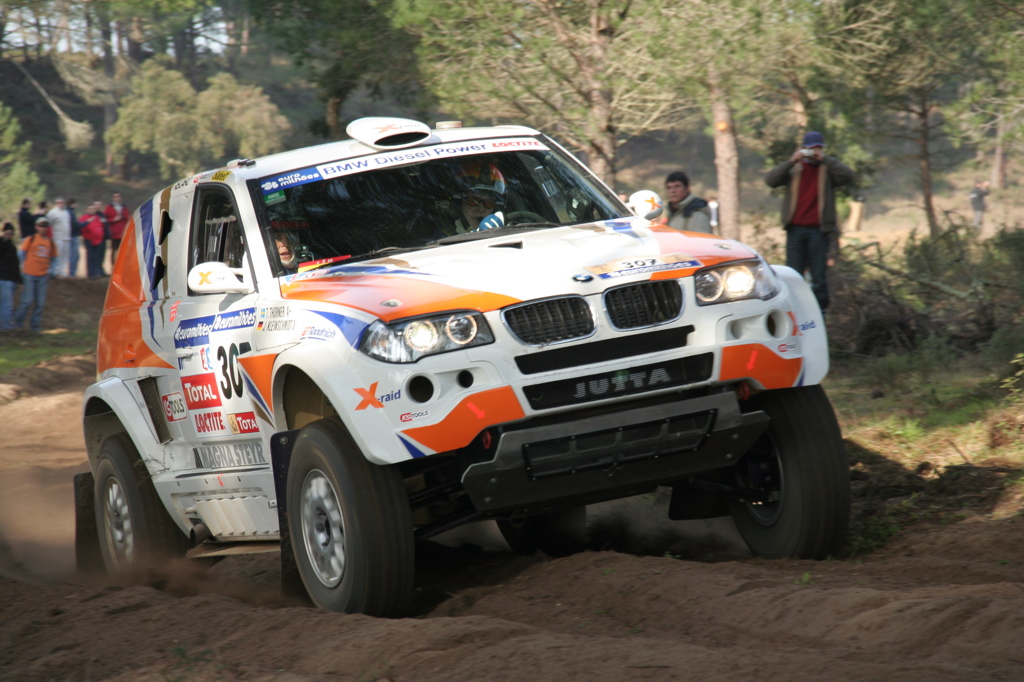
Jutta Kleinschmidt, BMW X3, Rallye Dakar 2007

Jutta Kleinschmidt, née le 29 août 1962 à Cologne, est une pilote allemande de rallye-raid, résidant à Monaco. Elle est la seule femme à avoir remporté le rallye Dakar.

## Biographie
Après une adolescence à Berchtesgaden (District de Haute-Bavière), où elle étudie, ainsi qu'ensuite à Freilassing puis à Traunstein (ville où elle passe l'équivalent du baccalauréat en France en 1981), elle entre au Isny Polytech (Académie des Sciences de la nature et des techniques) pour étudier plus particulièrement la physique. Elle se fait engager par BMW en 1992, diplôme d'ingénieur en poche.
En 1988, elle conduit pour la première fois une moto de son employeur dans le Paris-Dakar, après s'être essayée sur celle-ci lors du Rallye des Pharaons en 1987.
1992 la voit remporter la 1re place féminine moto au Rallye Paris-Le Cap ainsi qu'à celui des Pharaons. En 1993 il en est de même au Paris-Dakar.
En 1994 elle passe sur 4 roues, remportant la catégorie voitures de production de l'UAE Desert Challenge sur un Mitsubishi Pajero. Elle y récidive en 1995 et 1996, et finit seconde de la Coupe du Monde de rallye-marathon 1996 en catégorie deux roues motrices.
1996 la voit victorieuse au général de l'UAE Desert Challenge, et de la catégorie féminine de l'Australian Safari Rally ; elle devient la première femme à remporter une étape du Dakar en 1997.
1998 la voit faire un intermède d'une saison sur glace, au terme de laquelle elle remporte le Trophée Andros féminin sur Seat Córdoba.
Après un podium en 1999 (3e, première femme à une telle place dans l'histoire du Dakar) et une seconde place au classement général de la Coupe du Monde de rallye-raid en 2000 toutes catégories confondues, elle remporte enfin le Paris-Dakar édition 2001, devenant ainsi la toute première femme à remporter l'épreuve.
Cette même année 2001, elle quitte l'Allemagne pour le Japon, avec Mitsubishi Ralliart (MMC Japan), et remporte également le Rallye-raid d'Italie pour l'écurie (finissant 2e au Portugal, au Maroc, au Master Rally, et au Por Las Pampas, tout en terminant 2e de la Coupe du Monde de rallycross). En 2001 et 2002 son compatriote Andreas Schulz est à ses côtés pour la guider sur le Dakar.
En 2002 elle est deuxième au général du Dakar puis troisième en 2005 pour le compte de Volkswagen — au volant d'un Touareg —, Fabrizia Pons étant sa copilote de 2003 à 2006.
2007 est sa dernière apparition dans le Dakar, sur BMW X3 CC (15e au général).
Au total, elle aura obtenu une première (2001), une seconde (2002), deux troisièmes (1999 et 2005), une huitième (2003), une 15e 2007, et une 17e (2004) places dans le Paris-Dakar, participant à celui-ci entre 1988 et 2007.

## Résultats

### Rallye Dakar
| Année | Catégorie | Marque          | Position | Victoire(s) d'étape | Copilote          |
| ----- | --------- | --------------- | -------- | ------------------- | ----------------- |
| 1988  | Moto      | BMW             | Abd.     | -                   |                   |
| 1992  | Moto      | BMW             | 23e      | -                   |                   |
| 1994  | Moto      | KTM             | 22e      | -                   |                   |
| 1995  | Auto      | Mitsubishi      | 12e      | -                   | Dagmar Lohmann    |
| 1996  | Auto      | Buggy Schlesser | Abd.     | -                   | Xavi Foj          |
| 1997  | Auto      | Buggy Schlesser | 5e       | 2                   | Jean Boutaire     |
| 1998  | Auto      | Buggy Schlesser | 24e      | 1                   | Matthew Stevenson |
| 1999  | Auto      | Mitsubishi      | 3e       | 2                   | Tina Thörner      |
| 2000  | Auto      | Mitsubishi      | 5e       | 1                   | Tina Thörner      |
| 2001  | Auto      | Mitsubishi      | 1er      | -                   | Andreas Schulz    |
| 2002  | Auto      | Mitsubishi      | 2e       | 2                   | Andreas Schulz    |
| 2003  | Auto      | Mitsubishi      | 8e       | -                   | Fabrizia Pons     |
| 2004  | Auto      | Volkswagen      | 17e      | 1                   | Fabrizia Pons     |
| 2005  | Auto      | Volkswagen      | 3e       | 1                   | Fabrizia Pons     |
| 2006  | Auto      | Volkswagen      | Abd.     | -                   | Fabrizia Pons     |
| 2007  | Auto      | BMW             | 15e      | -                   | Tina Thörner      |

### Extreme E
| Année | Equipe       | Véhicule         | 1     | 2       | 3       | 4       | 5       | 6       | 7       | 8       | 9       | 10      | Pos. | Points |
| ----- | ------------ | ---------------- | ----- | ------- | ------- | ------- | ------- | ------- | ------- | ------- | ------- | ------- | ---- | ------ |
| 2021  | Abt Cupra XE | Spark Odyssey 21 | DES Q | DES R   | OCE Q 3 | OCE R 5 | ARC Q 2 | ARC R 7 | ISL Q 3 | ISL R 2 | JUR Q 4 | JUR R 7 | 6e   | 87     |
| 2022  | Abt Cupra XE | Spark Odyssey 21 |       | DES R 8 |         | ISL R 9 |         |         |         |         |         |         | 19e  | 6      |

## Distinctions
- Prix Ingénieurs en action de l'association des ingénieurs allemands (de) (VDI) en 2001;
- Femme allemande de l'année en sports mécaniques par l'ADAC en 2001;
- Femme allemande sportive de l'année par les spectateurs d'ARD en 2001;
- Femme pilote de rallye de l'année pour les lecteurs du magazine Motorsport aktuell en 2001;
- Lord Wakefield Trophy du British Women Racing Drivers Club comme Lauréate en sports mécaniques de l'année en 2001.

## Autobiographie
- Mein Sieg bei der Dakar oder was Rallyefahren und Business gemeinsam haben Haufe, 2010.  (ISBN 978-3-648-00300-8).

## Biographie
- Jutta Kleinschmidt - Frau lenkt besser, als Mann denkt Fohrmann Verlag, Petra Fohrmann, Berlin 2010.  (ISBN 978-3-9810580-3-1).